# اجلاس چین و شوروی ۱۹۸۹
اجلاس چهار روزه چین و شوروی از ۱۵ تا ۱۸ مه ۱۹۸۹ در پکن برگزار شد. این اولین دیدار رسمی بین یک رهبر کمونیست شوروی و یک رهبر کمونیست چین از زمان انشعاب چین و شوروی در دهه ۱۹۵۰ بود. آخرین رهبر شوروی که از چین بازدید کرد نیکیتا خروشچف در سپتامبر ۱۹۵۹ بود. هم دنگ شیائوپینگ، رهبر عالی‌مقام چین، و هم میخائیل گورباچف، دبیرکل حزب کمونیست اتحاد جماهیر شوروی، اعلام کردند که این نشست آغاز عادی‌سازی روابط بین دو کشور است. ملاقات بین میخائیل گورباچف و دبیرکل وقت حزب کمونیست چین (ح‌ک‌چ)، جائو تسیانگ، به‌عنوان «احیای طبیعی» روابط میان دو حزب مورد ستایش قرار گرفت.

## بهبود روابط دوجانبه (۱۹۸۶–۱۹۸۹)
اولین پیشرفت در روابط چین و شوروی در ژوئیه ۱۹۸۶ رخ داد. گورباچف در یک سخنرانی در شهر ولادی‌وستوک مجموعه‌ای از امتیازات یک‌جانبه را به چینی‌ها اعلام کرد. اتحاد جماهیر شوروی متعهد شد که نیروهای خود را از مغولستان، شرق روسیه و افغانستان خارج کند و همچنین موضع چین را در مورد مسئله مرزی بپذیرد - با اذعان به اینکه مرز بین دو کشور باید در امتداد خط بانک چینی دو مرز باشد. بین دو رودخانه - آمور و اوسوری.
علاوه بر این، در سال ۱۹۸۶، کنسولگری چین در لنینگراد آغاز به کار کرد و شوروی نیز کنسولگری خود را در شانگهای افتتاح کرد. چین همچنین اولین نمایشگاه بزرگ صنعتی و تجاری خود در ۳۳ سال گذشته را در مسکو برگزار کرد و اتحاد جماهیر شوروی نیز متقابلاً نمایشگاه صنعتی و تجاری خود را در پکن برگزار کرد. در ماه مه همان سال، دو کشور همچنین برای گسترش همکاری‌ها در زمینه‌های علمی، فرهنگی، آموزشی، روزنامه‌نگاری، صدا و سیما، ورزش، تلویزیون، هنر و فیلم، با یک پیمان فرهنگی دو ساله موافقت کردند. در یک جلسه غیرعلنی وزرای امور خارجه در نشست ورشو هیئت مشورتی سیاسی پیمان ورشو در ژوئیه ۱۹۸۸، اتحاد جماهیر شوروی اعتراف کرد که دیگر توان ادامه دادن مسابقه تسلیحاتی با ایالات متحده را ندارد. اتحاد جماهیر شوروی تشخیص داد که صلح اکنون بالاترین اولویت خود را بدون توجه به ایدئولوژی‌های اجتماعی و سیاسی دارد. اتحاد جماهیر شوروی همچنین می‌خواست همکاری و نفوذ آمریکا و چین را در منطقه محدود کند.
در جریان بازدید ادوارد شواردنادزه (وزیر خارجه سابق اتحاد جماهیر شوروی از ۱۹۸۵ تا ۱۹۹۱) از پکن در فوریه ۱۹۸۹، هر دو کشور بر سر تاریخ و جدول زمانی دیدار گورباچف به توافق رسیدند. گورباچف سرانجام توسط یانگ شانگکون، رئیس‌جمهور چین به‌طور رسمی دعوت شد.

## نشست سران (۱۵–۱۸ مه ۱۹۸۹)
با توجه به اعتراضات میدان تیان‌آن‌من در سال ۱۹۸۹، برنامه‌های اولیه پذیرایی از هیئت شوروی با یک مراسم باشکوه در میدان تیان‌آن‌من به هم خورد. در عوض، هیئت شوروی تنها یک مراسم استقبال کوچک در فرودگاه دریافت کرد. برخی از دانشجویانی که میدان را اشغال کرده بودند، بنرهایی در دست داشتند و گورباچف را در نتیجه اصلاحات سیاسی که در اتحاد جماهیر شوروی ایجاد کرده بود، به عنوان «سفیر دموکراسی» تحسین می‌کردند. در ۱۶ مه ۱۹۸۹، میخائیل گورباچف سرانجام با دنگ شیائوپینگ رهبر چین در تالار بزرگ مردم دیدار کرد. گورباچف همچنین با جائو تسیانگ، دبیرکل و لی پنگ، نخست‌وزیر جمهوری خلق چین دیدار کرد. قرار بود دیدار گورباچف با دنگ نمایانگر عادی سازی روابط بین دو دولت باشد، در حالی که دیدار او با دبیرکل جائو تسیانگ قرار بود نشان دهنده احیای روابط احزاب باشد. سیاستمداران چینی تأکید کردند که احیای روابط حزبی به معنای بازگشت به سلطه اتحاد جماهیر شوروی نیست. آنها تأکید کردند که روابط دو کشور برابر و همراه با حفظ استقلال و حاکمیت طرفین خواهد بود. دنگ همچنین این نشست را آخرین فرصت برای ابراز اراده خود در مورد روابط چین و شوروی می‌دانست. دو طرف توافق کردند که دو ملت اطلاعات و تجربیات خود را به اشتراک بگذارند، اما سیاست‌ها را هماهنگ نخواهند کرد.
یکی از موضوعات محوری که مورد بحث قرار گرفت، اختلاف نظر بر سر موضوع کامبوج بود. چین کامبوج را یک کشور دست نشانده ویتنامی می‌دانست و خواستار خروج نیروهای ویتنامی از این منطقه شد. چینی‌ها از ایده یک دولت ائتلافی چهارجانبه به ریاست شاهزاده سیهانوک حمایت کردند. آنها خواهان تعهد کتبی شوروی به حل و فصل جامع بودند. از سوی دیگر، شوروی‌ها آشتی ملی کامبوج را یک مسئله داخلی می‌دانستند و باید به این ترتیب رسیدگی شود. گورباچف در مورد تحولات اقتصادی آتی، مانند همکاری در متالورژی، انرژی و حمل و نقل، با نخست‌وزیر لی پنگ گفتگو کرد.
یکی از زمینه‌هایی که در این اجلاس پیشرفت‌هایی در آن حاصل شد، کاهش تنش‌های نظامی بود. هر دو طرف توافق کردند که تعداد نظامیان در امتداد مرزها را به حداقل برسانند. در ۱۷ مه، گورباچف طرحی را برای ایجاد یک «مکانیزم مذاکره فعال» برای کاهش نیروها در امتداد مرز اعلام کرد.
در طول ملاقات گورباچف با جائو، جائو بر این واقعیت تأکید کرد که بازنشستگی دنگ از سیزدهمین کنگره حزب فقط رسمی بوده و او رهبر اصلی چین باقی مانده‌است. ارزیابی شوروی از این بیانیه این بود که ژائو دنگ را به خاطر اعتراضات دانشجویی که برخی از رویدادهای اجتماعی برنامه‌ریزی شده برای هیئت شوروی را مختل کرده بود، سرزنش کرده‌است.

### فضای اجلاس سران
رنمین ریبائو (پیپل دیلی) ملاقات گورباچف با دنگ در ۱۷ مه را «دوستانه و صریح» خواند، در حالی که پراودا به این توصیف واژه «سازنده» را افزود.
رنمین ریبائو ملاقات با لی پنگ را «صادقانه و دوستانه» خواند در حالی که پراودا آن را «گرم و دوستانه» توصیف کرد.
رنمین ریبائو گزارش داد که دیدار گورباچف با جائو تسیانگ «دوستانه» بود اما این موضوع در پراودا منعکس نشد. خبرگزاری روسی تاس، در ۱۶ مه گزارش داده بود که دیدار با ژائو «گرم و دوستانه» بود، اما پراودا روز بعد این را حذف کرد.

## دیدگاه گورباچف از اعتراضات میدان تیان‌آن‌من
به‌دلیل اعتراضات گسترده دانشجویان در پایتخت چین، زمان دیدار گورباچف دور از حالت مطلوب بود. با این وجود، هیچ‌یک از طرفین پیشنهادی برای به تعویق انداختن یا تغییر زمان جلسه ندادند.
گورباچف به این امید که رهبران چین و معترضان دانشجویی اختلافات خود را خودشان حل کنند، از قضاوت در مورد اعتراضات دانشجویی خودداری کرد. با وجود اینکه تظاهرات باعث اختلال در استقبال از هیئت شوروی شد و بسیاری از رویدادهای اجتماعی این سفر لغو شد، گورباچف همچنان از استقبال در پکن و همچنین در کل از اجلاس سران خرسند بود زیرا توانست به هدف خود، عادی‌سازی روابط دست یابد. به گفته ویلیام تاوبمن، دانشمند علوم سیاسی، اگرچه گورباچف این را مستقیماً در طول اجلاس سران یا پس از آن بیان نکرد، اما با معترضان ابراز همدردی کرد؛ زیرا آنها برای تغییرات سیاسی که گورباچف در اتحاد جماهیر شوروی به اجرا گذاشته بود به چینی‌ها فشار می‌آوردند.